# RUM-139 VL-ASROC
El RUM-139 VL-ASROC es un misil antisubmarino de la familia ASROC, actualmente construido por la empresa Lockheed Martin para la Armada de los Estados Unidos.

## Historia
El diseño y desarrollo del misil comenzó en 1983 cuando la compañía Goodyear Aerospace fue contratada por la Armada de los Estados Unidos para desarrollar un misil antisubmarino lanzado desde buques que sean compatibles con el nuevo  Sistema de Lanzamiento Vertical Mark 41. El desarrollo del VLS ASROC sufrió muchos retrasos, y no se implementa en todos los buques hasta 1993. Durante su desarrollo, Goodyear Aerospace fue comprado por la compañía Loral Aerospace en 1986, y la división especializada en defensa fue adquirida por Lockheed Martin en 1995.

## Descripción
El primer misil VLS ASROC era un RUR-5 ASROC con una sección de motor principal de combustible sólido mejorado y un sistema de guía digital. Lleva un torpedo ligero Mark 46 que cae desde el misil en un punto previamente calculado de su trayectoria y luego es lanzado en paracaídas al mar. A partir de 1996, el misil fue sustituido por el más reciente RUM-139A y, posteriormente, por el RUM-139B. Se ha mantenido el torpedo Mark 46, aunque en algún momento se propuso un torpedo mejorado llamado Mark 50, que luego fue cancelado. Desde octubre de 2004, el RUM-139C se encuentra actualmente en producción con torpedos Mark 54.
El misil lanzado verticalmente entró en operación en 1993, con más de 450 de ellos producidos hasta 2007. Tiene 4,5 metros de longitud y un alcance de cerca de 11,8 metros o 22 kilómetros.

## Variantes
- RUR-5 ASROC
- RUM-139A
- RUM-139B
- RUM-139C

- Datos: Q1136395
- Multimedia: RUM-139 VL-ASROC / Q1136395